# Mil Mi-17
Le Mil Mi-17 est un hélicoptère de transport moyen soviétique puis russe. Il a été développé à partir du Mi-8.

## Histoire

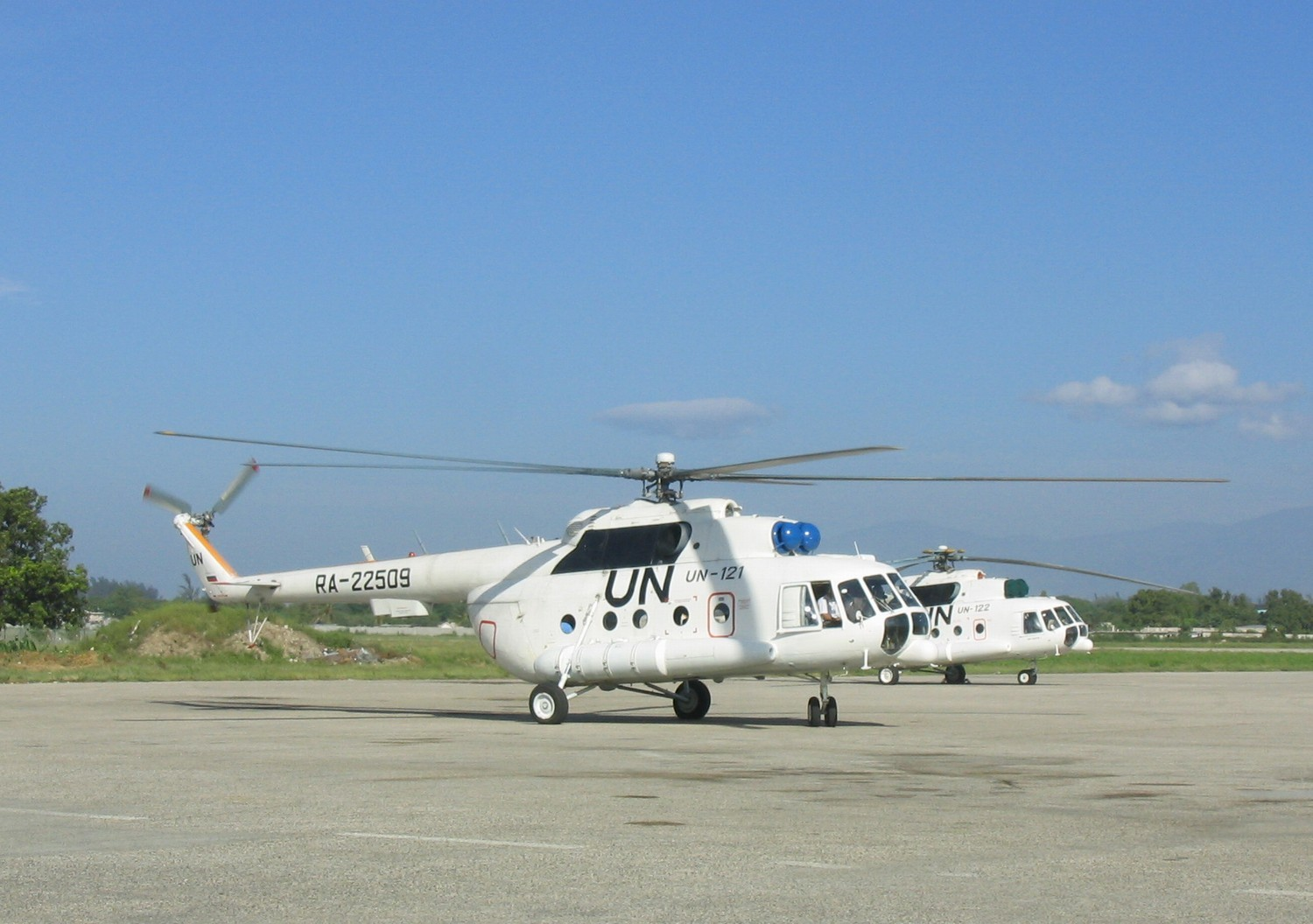
Deux Mi-17 aux couleurs du Service aérien d’aide humanitaire des Nations unies.
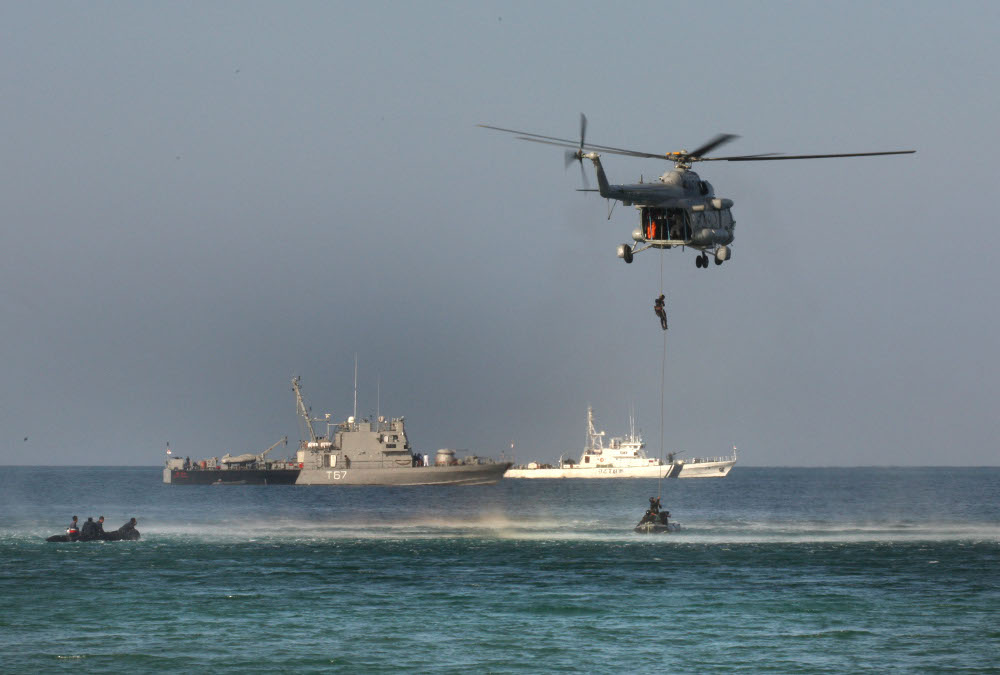
Exercise Milan 2014  de l'Indian Navy, avec l'INS Batti Malv (T67) et des MARCOS.

## Dénomination
La désignation Mi-17 est conçue pour l'exportation ; l'hélicoptère est connu dans l'armée russe sous le nom de Mi-8MT. Dans le codification OTAN, il est connu sous le nom de « Hip ».

## Description
Il dispose d'une rampe de chargement par l'arrière.
Il est facilement différenciable du Mi8 par la position de son rotor de queue, qui est gauche dans le sens du vol (à droite pour le Mi8).

## Opérateurs

### Opérateurs actuels
| - Afghanistan - Algérie - Angola - Azerbaïdjan - Bangladesh - Birmanie - Bosnie-Herzégovine - Bulgarie - Burkina Faso - Cambodge - Cameroun - Chine - Colombie - République du Congo - République démocratique du Congo - Corée du Sud - Croatie - Cuba - Djibouti - Équateur - Égypte - Érythrée - États-Unis | - Éthiopie - Ghana - Hongrie - Inde - Indonésie - Irak - Iran - Kazakhstan - Kenya - Laos - Lettonie - Lituanie - Macédoine - Malaisie - Mali - Mexique - Mongolie - Monténégro - Namibie - Népal - Nicaragua - Niger - Nigeria - Ouganda | - Ouzbékistan - Pakistan - Papouasie-Nouvelle-Guinée - Pérou - Pologne - Russie - Rwanda - Sénégal - Serbie - Sierra Leone - Slovaquie - Soudan du Sud - Sri Lanka - Syrie - Tchad - République tchèque - Thaïlande - Turquie - Turkménistan - Ukraine - Venezuela - Vietnam - Yémen - Zambie |

### Anciens opérateurs
- Argentine : 2 Mi-171E achetés pour la force aérienne argentine en 2010, retrait en 2023[2]
- Tchécoslovaquie
- Union soviétique